# 小笹三郎
小笹 三郎（おざさ さぶろう、1876年〈明治9年〉8月5日 - 1915年〈大正4年〉9月10日）は、日本の建築家、土木技術者。ツーバイフォー工法を日本に広めた人物。
代表作は、三井山之上倶楽部や大磯迎賓館（旧木下家別邸）、アメリカのパナマ・ホテルなど。

## 略歴
- 1876年（明治9年）8月 - 長崎県南高来郡[1]北有馬村出身[2]。
- 1893年（明治26年） - オーストラリアを経て[2]北米に渡り、スポーケン高等学校を卒業。
- 1907年（明治40年） - アメリカのオレゴン州立大学で鉱山学を学び卒業[2]。
- 1908年（明治41年） - ユニオンパシフィック鉄道会社の子会社（オレゴン鉄道株式会社）を経て、鉄橋架設工事に従事。
- 1909年（明治42年） - シアトル市セントラルビルディングにて独立。工業事務所を設け、広く土木建築に従事。洋館数十戸を設計[2]、邦人にもかかわらず外人の委託をよく受けていた。
- 1910年（明治43年）8月 - シアトルにてパナマ・ホテルの設計・施工を行った。
- 1911年（明治44年） - 帰国。11月に鉄道橋梁、土木建築諸工事の設計請負[3]を行う会社として東京・有楽町に合資会社小笹工務所を設立。最新最美のアメリカ式建築を日本で実施した[2]。
- 1915年（大正4年） - 急逝。享年39歳。

## 代表作
- 1910年 -  パナマ・ホテル ：シアトルの日本人街に建てられた労働者向けの宿泊施設。地下に日本式浴場「橋立湯」を備えていた[4]。
- 1912年 - 大磯迎賓館（旧木下家別邸）：国産材で建てられたツーバイフォー住宅[5]。
- 1913年 - 三井山之上倶楽部
- 小野友次郎邸 ほか